# Jacek Laskus
Jacek Wojciech Laskus (* 29. August 1951 in Warschau, Polen) ist ein US-amerikanischer Kameramann.

## Leben
Jacek Wojciech Laskus machte 1976 seinen Abschluss an der Staatlichen Hochschule für Film, Fernsehen und Theater Łódź. Im Jahr darauf wanderte er in die USA aus und arbeitete fortan in New York City für Werbespots und Dokumentationen. Zehn Jahre später zog er nach Los Angeles weiter. Seitdem konnte er sich als Kameramann im Spielfilm etablieren und drehte Filme wie Die Kriegerin, Des Teufels Rechnung und Feuerwerk auf italienisch.

## Filmografie (Auswahl)
- 1986: Abschiedsblicke (Parting Glances)
- 1989: Die unheimliche Verseuchung des Dark River (Incident at Dark River)
- 1991: Die Super-Gang (Bad Attitudes)
- 1992: Am Abgrund (Quicksand: No Escape)
- 1992: Opposite Sex – Der kleine Unterschied (The Opposite Sex and How to Live with Them)
- 1994: Schrecken aus dem Jenseits (Twilight Zone: Rod Serling's Lost Classics)
- 1996: Cover Girl Mörder (Cover Me)
- 1997: Geiseln der Verdammnis (The Garden of Redemption)
- 1997: Colors Straight Up (Dokumentarfilm)
- 1998: Die Kriegerin (A Soldier's Sweetheart)
- 1999: Des Teufels Rechnung (The Devil’s Arithmetic)
- 2000: Emilys Vermächtnis (The Giving Tree)
- 2001: Feuerwerk auf italienisch (The Whole Shebang)
- 2001–2002: The Guardian – Retter mit Herz (The Guardian, Fernsehserie, 22 Folgen)
- 2010: Multiple Sarcasms
- 2017: Shot
- 2019: Love & Debt